# 臺灣殉職消防人員列表
本表列出自台灣自中華民國政府統治以來殉職的消防人員，根據統計1952年（民國41年）至今，已有超過百餘消防人員因公死亡或殉職。

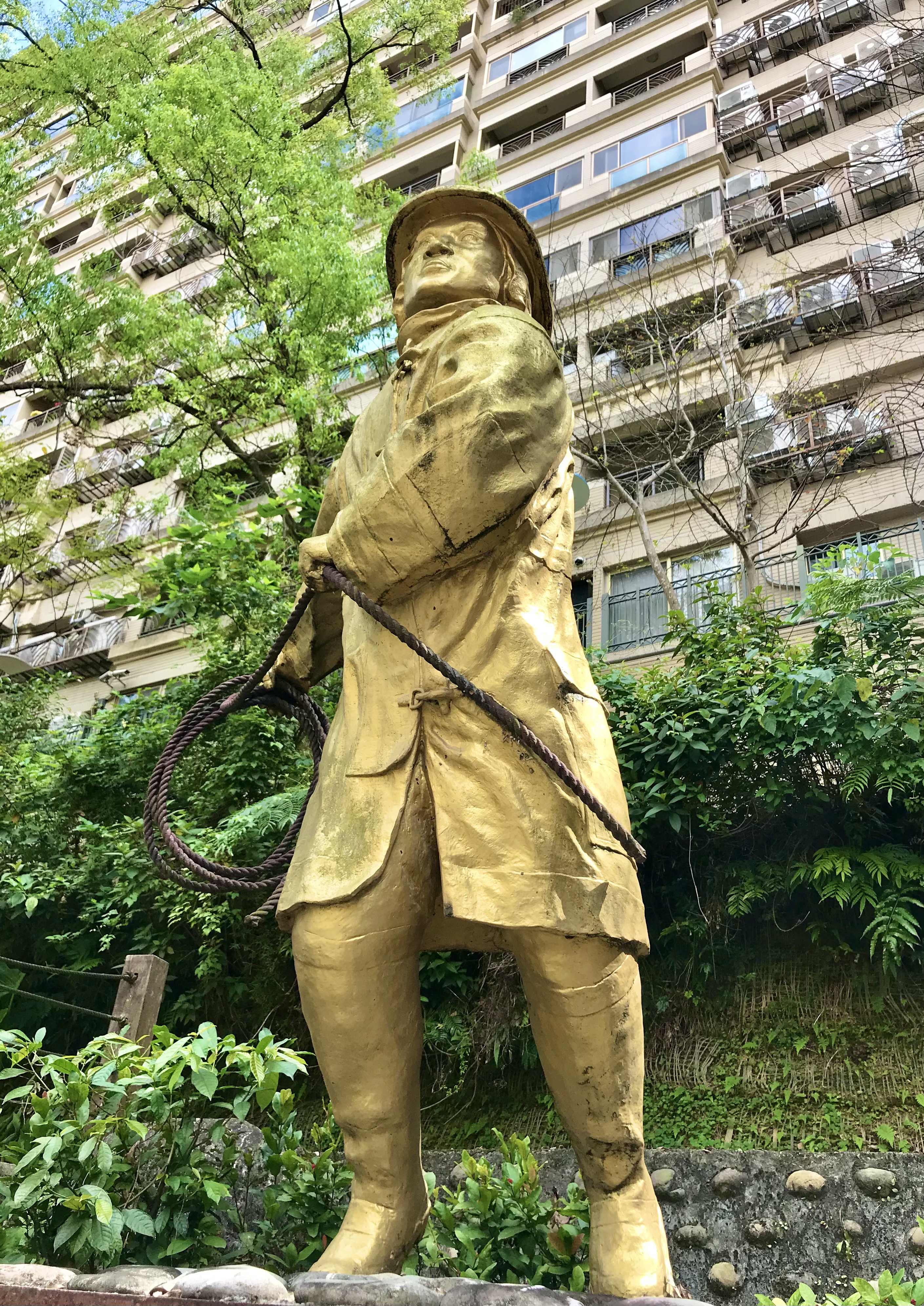
張再添銅像

| 時間        | 人數 |
| ----------- | ---- |
| 1952~1961年 | 11名 |
| 1962~1971年 | 8名  |
| 1972~1981年 | 9名  |
| 1982~1992年 | 13名 |
| 1993~2003年 | 31名 |
| 2004~2015年 | 42名 |
| 2017~2023年 | 19名 |
| 2024年      | 2名  |

## 殉職人員列表
| 次序 | 殉職日期              | 性質              | 分隊                                      | 姓名（年齡）                                        | 地區          | 事件                                       | 殉職原因 | 備註                                                                           | 出處                 |
| ---- | --------------------- | ----------------- | ----------------------------------------- | --------------------------------------------------- | ------------- | ------------------------------------------ | --- | ------------------------------------------------------------------------------ | -------------------- |
| 97   | 2025年7月8日          | 救難 （落水）     | 新北市政府消防局 第四救災救護大隊直潭分隊 | 吳恩碩（37）                                        | 新北市 新店區 | 2025新店廣興橋搜救溺水案                   | 新店廣興橋下北勢溪，執行搜救溺水失蹤任務時，因橡皮艇遇上水庫溢流而翻船，救難人員遭捲入溪水中，其中3人救起時已無生命跡象，送醫搶救後曹姓義消、張姓警消救回，但其中37歲吳姓勇消仍不幸宣告不治。 |                                                                                | [ 4 ] [ 5 ]          |
| 97   | 2025年7月9日          | 救難 （落水）     | 新北市政府消防局 烏來分隊                 | 張敬謙（36）                                        | 新北市 新店區 | 2025新店廣興橋搜救溺水案                   | 於8日經搶救後雖恢復生命徵象，但仍無法自主呼吸，院方只能暫以葉克膜輔助心肺功能，9日中午經由家屬討論決定撤除醫療維生器材後宣告離世。 |                                                                                | [ 6 ] [ 7 ]          |
| 96   | 2024年5月27日         | 火警              | 新竹市政府消防局 金山分隊                 | 李詠真（39） 周立鑫（34）                           | 新竹市 東區   | 2024新竹晴空匯火災                         | 5月26日22時55分接獲報案後派員趕赴現場，兩員於26日23時50分協助住戶疏散時，27日0時15分疑因氣瓶耗盡有先發出求救訊號，不確定受困地點，加上大樓內濃煙瀰漫，消防局獲報後搶救受困消防員，27日0時55分才尋獲倒臥二、三樓的消防員，已無生命跡象、皆送醫不治。                                                                                                   |                                                                                | [ 8 ]                |
| 95   | 2023年12月28日        | 火警              | 新竹縣政府消防局 新工分隊                 | 游尚樺（29）                                        | 新竹縣 湖口鄉 | 2023年12月新竹移工宿舍火警                 | 在救援過程中受困2樓樓梯，被同仁救出時已失去呼吸心跳，經搶救後仍不幸宣告不治。 |                                                                                | [ 9 ]                |
| 94   | 2023年9月22日         | 火警              | 屏東縣政府消防局 屏二分隊                 | 賴俊儒（33） 陳柏翰（32） 鍾吉垣（38） 施寶翔（37） | 屏東縣 屏東市 | 屏東市明揚國際倉庫火災                     | 屏東消防局表示火災發生後，賴姓消防員進入火場，從工廠側門進入廠區，任務是觀察火點，進入現場不到10公尺就發生爆炸，造成嚴重死傷。賴姓消防員遭爆炸威力震飛，送醫後不治；陳姓消防員、鍾姓消防員、施姓消防員則是倒臥在1樓。 |                                                                                | [ 10 ] [ 11 ] [ 12 ] |
| 93   | 2023年2月27日         | 火警 （車禍）     | 屏東縣政府消防局 恆春分隊                 | 蕭翰隆（38）                                        | 屏東縣 恆春鎮 | 屏東恆春公墓                               | 支援恆春公墓火警執勤過程中，不慎遭重達6噸的小型水廂車壓死而殉職。 |                                                                                | [ 13 ]               |
| 92   | 2021年9月13日         | 意外事故 （溺水） | 嘉義縣政府消防局 新港分隊                 | 翁翊凱（31）                                        | 嘉義縣番路鄉  | 仁義潭水庫辦理消防員潛水訓練               | 2021年9月13日，嘉義縣政府消防局於仁義潭水庫辦理消防員潛水訓練，新港分隊消防隊員翁翊凱於下午3時36分被發現未於正常時間浮出水面，經動員搜救，20分鐘後救起，但已無生命徵象，經送聖馬醫院急救，不幸於下午5時17分宣告不治。 |                                                                                |                      |
| 91   | 2021年6月30日         | 火警              | 彰化縣政府消防局 東區分隊                 | 陳志帆（33）                                        | 彰化縣 彰化市 | 彰化市喬友大樓防疫旅館火災                 | 彰化市防疫旅館大火，陳志帆在九樓尋找房間等待救援，不幸躲進無對外窗房間，氧氣瓶氧氣不足。事後遭質疑為何非雙人一起行動。 | 其父親為義消。                                                                 | [ 14 ] [ 15 ]        |
| 90   | 2020年2月13日         | 火警 （車禍）     | 高雄市政府消防局 鳳祥分隊                 | 馮永昌（54）                                        | 高雄市鳳山區  | 消防車出勤鳳山區頂圃街火警遭遇車禍         | 2020年2月13日晚上10點37分，高雄市鳳翔消防分隊消防車出勤鳳山區頂圃街火警搶救，於鳳頂路過埤路口被聯結車撞擊，由於聯結車搶黃燈且完全未踩煞車，劇烈撞擊下水箱車當場翻覆，當時消防車內有5名消防人員，小隊長馮永昌直接拋飛車外再被翻覆的消防車重壓，送長庚醫院急救，11點41分急救不治死亡，這場嚴重意外除造成馮小隊長殉職，其他4名警消也全部受到不等輕重傷。 |                                                                                |                      |
| 89   | 2019年10月3日         | 火警              | 臺中市政府消防局 西屯分隊                 | 張哲嘉（32） 謝志雄（33）                           | 台中市 大雅區 | 群峪免洗餐具物流中心、台灣百慕達紙器廠火災 | 起火鐵皮廠房為違章建築，特搜隊員謝志雄及張哲嘉被派入廠房，利用熱顯像儀探查起火點，以佈署水線。10分鐘後，現場救災指揮中心發現火勢擴大，透過無線電呼叫撤退，遲遲未獲回應。 |                                                                                | [ 16 ] [ 17 ]        |
| 88   | 2018年10月15日        | 意外事故 （車禍） | 臺北市政府消防局 第四大隊 光明分隊        | 李耀文（45）                                        | 臺北市 北投區 |                                            | 駕駛水箱車在驗車後，回程途中煞車停等紅燈，車頭因不明原因掀起、李耀文整個人被拋出車外，因而遭消防車輾過死亡。 |                                                                                | [ 18 ]               |
| 87   | 2018年9月23日         | 火警              | 高雄市政府消防局 消防隊員                 | 蔡倍昇                                              | 高雄市 茄萣區 |                                            | 搶救茄萣區民宅火災殉職 |                                                                                |                      |
| 86   | 2018年4月28日         | 火警              | 桃園市政府消防局 平鎮分隊                 | 李翰霖（44） 林尉熙（22）                           | 桃園市 平鎮區 | 桃園敬鵬工業平鎮廠火災                     | 晚間9時53分廠房內突然發生爆炸，指揮官立即呼叫廠內9名消防隊員緊急撤離，惟僅2名順利脫困，另7名消防隊員失聯，11時火警進一步升為四級，最終造成6名消防隊員殉職，1名消防隊員重傷，2名泰國籍移工死亡。經鑑定的起火點，位於平鎮三廠五樓的隧道式預烤箱上方風管。檢方追究違章建築肇生防火失效。                                                                 |                                                                                | [ 19 ] [ 20 ]        |
| 86   | 2018年4月28日         | 火警              | 桃園市政府消防局 埔心分隊                 | 游曜陽（47）                                        | 桃園市 平鎮區 | 桃園敬鵬工業平鎮廠火災                     | 晚間9時53分廠房內突然發生爆炸，指揮官立即呼叫廠內9名消防隊員緊急撤離，惟僅2名順利脫困，另7名消防隊員失聯，11時火警進一步升為四級，最終造成6名消防隊員殉職，1名消防隊員重傷，2名泰國籍移工死亡。經鑑定的起火點，位於平鎮三廠五樓的隧道式預烤箱上方風管。檢方追究違章建築肇生防火失效。                                                                 |                                                                                | [ 19 ] [ 20 ]        |
| 86   | 2018年4月28日         | 火警              | 桃園市政府消防局 山峰分隊                 | 余佳昇（27） 游博瑜（24） 林伯庭（22）              | 桃園市 平鎮區 | 桃園敬鵬工業平鎮廠火災                     | 晚間9時53分廠房內突然發生爆炸，指揮官立即呼叫廠內9名消防隊員緊急撤離，惟僅2名順利脫困，另7名消防隊員失聯，11時火警進一步升為四級，最終造成6名消防隊員殉職，1名消防隊員重傷，2名泰國籍移工死亡。經鑑定的起火點，位於平鎮三廠五樓的隧道式預烤箱上方風管。檢方追究違章建築肇生防火失效。                                                                 |                                                                                | [ 19 ] [ 20 ]        |
| 85   | 2017年12月12日        | 火警              | 屏東縣政府消防局 義消小隊長               | 李俊宏                                              |               |                                            | 搶救新園五房村住宅火警殉職 |                                                                                |                      |
| 84   | 2017年10月28日        | 火警              | 新竹縣消防局 新工分隊                     | 林永軒（21）                                        | 新竹縣 湖口鄉 | 昇陽光電工廠火警                           | 林永軒在執行火警勤務時，撤離時落單，疑因吸入大量濃煙昏倒，送醫不治。 |                                                                                | [ 21 ] [ 22 ]        |
| 83   | 2017年1月12日         | 火警 （車禍）     | 台北市政府消防局 義消隊員                 | 曾潤松                                              |               |                                            | 搶救大業路火警途中車禍殉職 |                                                                                |                      |
| 82   | 2016年11月2日         | 意外事故 （溺水） | 花蓮港務消防隊 消防隊員                   | 陳虹男                                              |               | 受訓                                       | 奉派參加潛水複訓意外殉職 |                                                                                |                      |
| 81   | 2015年8月8日          | 救難 （車禍）     | 屏東縣政府消防局 消防小隊長               | 陳信宏                                              |               |                                            | 颱風移除倒塌路樹遭車輛撞擊殉職 |                                                                                |                      |
| 80   | 2015年1月20日         | 火警              | 桃園市政府消防局 永安分隊                 | 陳鳳翔（26） 陳彥茗（22） 蔡長融（21）              | 桃園市 新屋區 | 桃園市新屋保齡球館火災                     | 新屋保齡球館為20年違建，等級為30天內應拆除，卻塗改成無立即拆除必要。鐵皮鋼架建築發生閃燃，突然燒塌，六名消防隊員不及逃出。 |                                                                                |                      |
| 80   | 2015年1月20日         | 火警              | 桃園市政府消防局 觀音分隊                 | 張桂彰（22）                                        | 桃園市 新屋區 | 桃園市新屋保齡球館火災                     | 新屋保齡球館為20年違建，等級為30天內應拆除，卻塗改成無立即拆除必要。鐵皮鋼架建築發生閃燃，突然燒塌，六名消防隊員不及逃出。 |                                                                                |                      |
| 80   | 2015年1月20日         | 火警              | 桃園市政府消防局 新屋分隊                 | 曾重仁（27）                                        | 桃園市 新屋區 | 桃園市新屋保齡球館火災                     | 新屋保齡球館為20年違建，等級為30天內應拆除，卻塗改成無立即拆除必要。鐵皮鋼架建築發生閃燃，突然燒塌，六名消防隊員不及逃出。 |                                                                                |                      |
| 80   | 2015年1月20日         | 火警              | 桃園市政府消防局 草漯分隊                 | 謝君杰（29）                                        | 桃園市 新屋區 | 桃園市新屋保齡球館火災                     | 新屋保齡球館為20年違建，等級為30天內應拆除，卻塗改成無立即拆除必要。鐵皮鋼架建築發生閃燃，突然燒塌，六名消防隊員不及逃出。 |                                                                                |                      |
| 79   | 2014年10月11日        | 救難 （落水）     | 苗栗縣政府消防局 消防隊員                 | 黃錦益                                              |               |                                            | 海上救生訓練船艇翻覆殉職 |                                                                                |                      |
| 78   | 2014年7月31日－8月1日 | 氣爆              | 高雄市政府消防局 局本部 主任秘書          | 林基澤（62）                                        | 高雄市        | 2014年高雄氣爆事故                         | 高雄氣爆後，消防隊員搶救過程中犧牲生命。 | 其中林基澤時任高雄市政府消防局主任秘書，為台灣消防史上殉職層級最高的消防人員。 | [ 23 ]               |
| 78   | 2014年7月31日－8月1日 | 氣爆              | 高雄市政府消防局 瑞隆分隊 消防小隊長      | 劉耀文（50）                                        | 高雄市        | 2014年高雄氣爆事故                         | 高雄氣爆後，消防隊員搶救過程中犧牲生命。 | 其中林基澤時任高雄市政府消防局主任秘書，為台灣消防史上殉職層級最高的消防人員。 | [ 23 ]               |
| 78   | 2014年7月31日－8月1日 | 氣爆              | 高雄市政府消防局 苓雅分隊 消防小隊長      | 黃國棟（46）                                        | 高雄市        | 2014年高雄氣爆事故                         | 高雄氣爆後，消防隊員搶救過程中犧牲生命。 | 其中林基澤時任高雄市政府消防局主任秘書，為台灣消防史上殉職層級最高的消防人員。 | [ 23 ]               |
| 78   | 2014年7月31日－8月1日 | 氣爆              | 高雄市政府消防局 成功分隊 消防隊員        | 王中（50）                                          | 高雄市        | 2014年高雄氣爆事故                         | 高雄氣爆後，消防隊員搶救過程中犧牲生命。 | 其中林基澤時任高雄市政府消防局主任秘書，為台灣消防史上殉職層級最高的消防人員。 | [ 23 ]               |
| 78   | 2014年7月31日－8月1日 | 氣爆              | 高雄市政府消防局 新興分隊 消防隊員        | 莊政潔（33）                                        | 高雄市        | 2014年高雄氣爆事故                         | 高雄氣爆後，消防隊員搶救過程中犧牲生命。 | 其中林基澤時任高雄市政府消防局主任秘書，為台灣消防史上殉職層級最高的消防人員。 | [ 23 ]               |
| 78   | 2014年7月31日－8月1日 | 氣爆              | 高雄市政府消防局 義消總隊 副總幹事        | 黃尚強（57）                                        | 高雄市        | 2014年高雄氣爆事故                         | 高雄氣爆後，消防隊員搶救過程中犧牲生命。 | 其中林基澤時任高雄市政府消防局主任秘書，為台灣消防史上殉職層級最高的消防人員。 | [ 23 ]               |
| 78   | 2014年7月31日－8月1日 | 氣爆              | 高雄市政府消防局 鳳祥義消分隊 副分隊長    | 陶廷舟（46）                                        | 高雄市        | 2014年高雄氣爆事故                         | 高雄氣爆後，消防隊員搶救過程中犧牲生命。 | 其中林基澤時任高雄市政府消防局主任秘書，為台灣消防史上殉職層級最高的消防人員。 | [ 23 ]               |
| 77   | 2014年6月27日         | 火警              | 新北市政府消防局 南勢分隊                 | 張哲偉（32）                                        | 新北市 中和區 | 華夏之星社區地下停車場火警                 | 張哲偉下地下室搜尋起火點及搜尋有無民眾受困，即便火勢已撲滅，卻因吸入大量高溫濃煙嚴重嗆傷，往雙和醫院急救仍宣告不治。惟張哲偉被拖出火場時仍戴著面罩，家屬懷疑裝備有問題。 |                                                                                | [ 24 ]               |
| 76   | 2014年3月27日         | 火警              | 臺北市政府消防局 華山分隊小隊長           | 方俊弘（36）                                        | 臺北市 中正區 | 仁愛路二段72號之9地下室火警                | 仁愛路二段地下樓火警時，遭遇爆燃意外，方俊弘與其他四名隊員受傷，由於他身先士卒受傷最重，搶救後仍回天乏術。 |                                                                                | [ 25 ]               |
| 75   | 2013年11月15日        | 救難 （落水）     | 新北市政府消防局 義消                     | 吳宗鴻（28）                                        | 新北市 瑞芳區 | 搜救釣客                                   | 橡皮艇因東北角的風浪過大而翻覆，船上三名救難人員落海，其中義消吳宗鴻送醫後宣告不治。 |                                                                                |                      |
| 74   | 2013年10月19日        | 火警              | 新竹縣政府消防局 義消隊員                 | 張紹誠                                              |               |                                            | 搶救坪林大橋廢棄物火警殉職 |                                                                                |                      |
| 73   | 2013年7月6日          | 火警              | 新北市政府消防局 泰山分隊                 | 陳奕睿（26） 彭祥億（30）                           | 新北市 泰山區 | 泰山區家具工廠火災                         | 現場爆燃造成鋼梁倒塌，兩人身陷火場，救出後傷重不治。 |                                                                                | [ 26 ]               |
| 72   | 2013年2月12日         | 火警 （墜落）     | 新北市政府消防局 海山分隊                 | 黃育隆（36）                                        | 新北市 五股區 | 五股冷凍工廠發生火警並導致氨氣外洩         | 因現場視線不明，黃育隆從五樓墜落電梯井內，腦骨破裂、顱內出血，送醫不治。 |                                                                                | [ 27 ] [ 28 ]        |
| 71   | 2012年10月13日        | 意外事故 （蜂螫） | 苗栗縣政府消防局 義消副小隊長             | 李安煥                                              |               |                                            | 執行公館大坑除蜂勤務蜂螫殉職 |                                                                                |                      |
| 71   | 2012年7月21日         | 意外事故 （車禍） | 屏東縣政府消防局 消防小隊長               | 陳慶財                                              |               |                                            | 執行為民服務捕蛇勤務遭撞殉職 |                                                                                |                      |
| 69   | 2012年3月16日         | 火警              | 苗栗縣政府消防局 義消隊員                 | 謝慶忠                                              |               |                                            | 搶救後龍鎮新港市場火警殉職 |                                                                                |                      |
| 68   | 2011年10月29日        | 意外事故 （蜂螫） | 台東縣政府消防局 消防隊員                 | 李光先                                              |               |                                            | 執行亞灣飯店捕蜂勤務蜂螫殉職 |                                                                                |                      |
| 67   | 2011年3月4日          | 火警              | 彰化縣政府消防局 義消副分隊長             | 蘇文頂                                              |               |                                            | 搶救工廠火警及救溺致腹部受創殉職 |                                                                                |                      |
| 66   | 2010年4月20日         | 救護 （車禍）     | 屏東縣政府消防局 消防役                   | 葉俊達                                              |               |                                            | 執行萬巒國中學生外傷救護車禍殉職 |                                                                                |                      |
| 65   | 2009年10月21日        | 救難              | 宜蘭縣政府消防局 消防隊員                 | 張棨硯                                              |               |                                            | 執行南方澳內埤海上救溺任務殉職 |                                                                                |                      |
| 64   | 2009年8月14日         | 救難              | 南投縣消防局 義消隊員                     | 張瑞賢                                              |               |                                            | 莫拉克颱風執行水上搜救任務殉職 |                                                                                |                      |
| 63   | 2009年8月11日         | 救難              | 空中勤務總隊 正駕駛                       | 張順發                                              |               |                                            | 莫拉克颱風執行霧台救災墜機殉職 |                                                                                |                      |
| 63   | 2009年8月11日         | 救難              | 空中勤務總隊 副駕駛                       | 王宗立                                              |               |                                            | 莫拉克颱風執行霧台救災墜機殉職 |                                                                                |                      |
| 63   | 2009年8月11日         | 救難              | 空中勤務總隊 機工長                       | 黃鎂智                                              |               |                                            | 莫拉克颱風執行霧台救災墜機殉職 |                                                                                |                      |
| 62   | 2009年3月20日         | 火警              | 台北市消防局 義消隊員                     | 張弘範                                              |               |                                            | 搶救師大路公寓住宅火警殉職 |                                                                                |                      |
| 61   | 2008年12月6日         | 火警 （車禍）     | 台中縣消防局 消防隊員                     | 蔡順堯                                              |               |                                            | 搶救鰲峰山火警車輛翻覆殉職 |                                                                                |                      |
| 60   | 2008年11月30日        | 救難 （土石崩塌） | 臺中市政府消防局 黎明分隊                 | 傅家森（41）                                        | 台中市 南屯區 | 文山垃圾掩埋場土石崩塌                     | 在救援一名因土石崩塌被埋的工人時，土石再度崩塌也被埋，被救出時已無生命跡象。 |                                                                                | [ 29 ]               |
| 59   | 2008年1月15日         | 救難              | 宜蘭縣消防局 消防隊員                     | 黃碧山                                              |               |                                            | 搜救烏石港北堤落海失蹤釣客殉職 |                                                                                |                      |
| 58   | 2007年12月12日        | 救難              | 花蓮縣消防局 消防隊員                     | 邱逸青                                              |               |                                            | 搶救石梯坪釣客墜落箱涵勤務殉職 |                                                                                |                      |
| 57   | 2007年11月3日         | 救難              | 台北縣消防局 義消分隊長                   | 王銘錫                                              |               |                                            | 搜救貢寮磯釣場落海失蹤釣客殉職 |                                                                                |                      |
| 56   | 2006年9月12日         | 意外事故 （溺水） | 台北縣消防局 消防隊員                     | 韓宏裕                                              |               | 受訓                                       | 參加消防救助訓練泳訓溺斃殉職 |                                                                                |                      |
| 55   | 2005年3月26日         | 火警              | 高雄市政府消防局 十全分隊                 | 陳朝進（26） 周子清（29）                           | 高雄市 左營區 | 左營鑫富邦家具行火災                       | 兩人在第一時間進入火場，研判兩人當時遭遇「閃燃現象」，反應不及而罹難。 |                                                                                | [ 30 ]               |
| 54   | 2004年10月25日        | 救難 （落水）     | 台北縣消防局 消防役                       | 陳志祥                                              |               |                                            | 執行水上搜救工作遭洪水沖走殉職 |                                                                                |                      |
| 53   | 2004年7月13日         | 火警              | 臺北縣政府消防局 三峽分隊                 | 王教庭（22）                                        | 台北縣 三峽鎮 | 三峽一世機電公司火災                       | 王教庭當天休假卻義務支援。他上到二樓發現火點，正要呼叫同伴和水線時遭遇「閃燃現象」，樓板因此塌陷，失去聯繫。 | 其父親為鶯歌分隊義消小隊長                                                     | [ 31 ] [ 32 ] [ 33 ] |
| 52   | 2004年6月16日         | 火警 （縱火）     | 基隆市政府消防局 仁愛四分隊               | 陳榮欽（54）                                        | 基隆市 中正區 | 女人心卡拉OK縱火案                         | 當天與兩名友人在女人心卡拉樓上的波麗路ＰＵＢ喝酒，火警發生後協助受困民眾逃生，因唯一的逃生梯被鐵板封死而被嗆死。 | 陳榮欽擔任義消二十七年。                                                       | [ 34 ]               |
| 51   | 2004年4月26日         | 火警              | 桃園縣消防局 消防隊員                     | 陳錫恩                                              |               |                                            | 搶救桃園市經國路貨櫃火警殉職 |                                                                                |                      |
| 50   | 2003年6月26日         | 火警              | 台南市消防局 義消小隊長                   | 孫政中                                              |               | 台南仁德鄉寶生公司火警                     | 搶救台南仁德鄉寶生公司火警殉職 |                                                                                |                      |
| 49   | 2003年5月25日         | 救護 （感染）     | 台北市消防局 消防役                       | 郭國展                                              |               | 執行救護勤務感染                           | 執行救護勤務感染ＳＡＲＳ殉職 |                                                                                |                      |
| 48   | 2001年9月17日         | 救難              | 台北縣消防局 消防隊員                     | 葉胡龍                                              |               |                                            | 納莉颱風執行水上救生勤務殉職 |                                                                                |                      |
| 47   | 2001年9月16日         | 救難 （落水）     | 臺北縣政府消防局 安康分隊                 | 張再添（35）                                        | 台北縣 新店市 | 新店市安泰路土石流救援                     | 納莉颱風侵襲時，前往疏散受困民眾，第二次前往開車路過五重溪畔時協勤車右前輪被卡住，與兩名同仁下車抬車，路面忽然塌陷，落入水中被沖走，7天後遺體在板橋市華江橋上游200公尺水域被發現。 |                                                                                |                      |
| 46   | 2001年7月30日         | 救難 （落水）     | 臺中市政府消防局 太平分隊                 | 李啟榮（32）                                        | 台中市 太平區 | 頭汴溪救援                                 | 桃芝颱風侵襲時，為救援受困沙洲民眾時不慎落水，被救起送醫後不治。 |                                                                                | [ 29 ]               |
| 46   | 2001年7月13日         | 火警              | 基隆市消防局 消防隊員                     | 謝清雄                                              |               |                                            | 搶救基隆市東信路火警殉職 |                                                                                |                      |
| 44   | 2000年8月23日         | 救難 （落水）     | 雲林縣消防局 義消顧問                     | 黃敏哲                                              |               |                                            | 水上救生勤務船艇翻覆殉職 |                                                                                |                      |
| 43   | 2000年2月5日          | 救護 （車禍）     | 屏東縣消防局 消防隊員                     | 邱偉庭、 黃聖昌                                     |               |                                            | 救護車禍傷患遭車輛撞擊殉職 |                                                                                |                      |
| 42   | 1999年7月7日          | 火警 （車禍）     | 桃園縣消防局 消防隊員                     | 楊昆獻                                              |               |                                            | 搶救火警途中消防車翻覆殉職 |                                                                                |                      |
| 41   | 1998年9月25日         | 火警              | 彰化縣消防隊 義消隊員                     | 張道龍                                              |               | 歐鎰家俱公司火警                           | 搶救歐鎰家俱公司火警殉職 |                                                                                |                      |
| 40   | 1998年9月23日         | 救難              | 台東縣消防隊 消防隊員                     | 賴道宏                                              |               | 豐榮國小學童溺水                           | 搶救豐榮國小溺水學童殉職 |                                                                                |                      |
| 39   | 1998年4月11日         | 火警 （車禍）     | 新竹市消防隊 義消分隊長                   | 李金山                                              |               |                                            | 搶救火警途中遭車輛撞擊殉職 |                                                                                |                      |
| 38   | 1998年2月27日         | 氣爆              | 高雄縣消防隊 消防隊員                     | 孔義雄 周坤遂                                       |               | 北誼興瓦斯槽車爆炸                         | 搶救北誼興瓦斯槽車爆炸殉職 |                                                                                |                      |
| 38   | 1998年2月27日         | 氣爆              | 高雄縣消防隊 義消隊員                     | 陳國輝                                              |               | 北誼興瓦斯槽車爆炸                         | 搶救北誼興瓦斯槽車爆炸殉職 |                                                                                |                      |
| 37   | 1997年9月13日         | 氣爆              | 高雄市消防隊 消防隊員                     | 黃瑞鵬 陳正坤                                       |               | 鎮興橋石油氣洩漏                           | 搶救鎮興橋石油氣洩漏爆炸殉職 |                                                                                |                      |
| 36   | 1996年11月8日         | 火警 （車禍）     | 花蓮縣消防隊 消防隊員                     | 余台昌                                              |               |                                            | 救護返隊途中與火車撞擊殉職 |                                                                                |                      |
| 35   | 1996年10月7日         | 火警              | 桃園縣消防隊 消防隊員                     | 黃賢勇 吳宗泰 雷永州                                |               | 永興樹脂公司火警                           | 搶救永興樹脂公司火警爆炸殉職 |                                                                                |                      |
| 35   | 1996年10月7日         | 火警              | 桃園縣消防隊 義消隊員                     | 黃清輝 陳朝熙 藍石城                                |               | 永興樹脂公司火警                           | 搶救永興樹脂公司火警爆炸殉職 |                                                                                |                      |
| 34   | 1995年4月27日         | 意外事故          | 台中市消防隊 消防隊員                     | 黃君侃                                              |               |                                            | 支援拆除違建勤務電桿擊中殉職 |                                                                                |                      |
| 33   | 1995年3月15日         | 火警              | 台中市消防隊 消防隊員                     | 陳俊宏                                              |               |                                            | 搶救夏威夷按摩中心火警殉職 |                                                                                |                      |
| 32   | 1994年9月21日         | 火警 （車禍）     | 台北縣消防隊 義消隊員                     | 林一田                                              |               |                                            | 火警出勤受雲梯車撞擊殉職 |                                                                                |                      |
| 31   | 1994年9月14日         | 意外事故 （氣爆） | 嘉義市消防隊 消防隊員                     | 吳資深                                              |               |                                            | 裝備保養空氣鋼瓶爆炸殉職 |                                                                                |                      |
| 30   | 1994年3月15日         | 火警              | 臺中市政府消防局 勤工分隊                 | 陳俊宏（24）                                        | 台中市 南區   | 夏威夷按摩院火警                           | 在火場搜尋是否有人被困時，因氧氣瓶空氣含量不足而受困，被救出後送醫不治。 |                                                                                | [ 29 ]               |
| 29   | 1993年10月29日        | 火警 （車禍）     | 高雄市消防隊 消防隊員                     | 陳勝昭                                              |               |                                            | 火警出勤途中車禍殉職 |                                                                                |                      |
| 28   | 1993年1月23日         | 意外事故 （車禍） | 嘉義縣消防隊 義消隊員                     | 蔡建順                                              |               |                                            | 救災現場遭車輛撞擊殉職 |                                                                                |                      |
| 27   | 1992年8月28日         | 火警              | 台北市消防隊 消防隊員                     | 張志世 吳靜文 孟仲虎                                |               | 漢口街六福大樓火警                         | 搶救漢口街六福大樓火警殉職 |                                                                                |                      |
| 26   | 1991年12月8日         | 火警              | 台北市消防隊 消防隊員                     | 熊重華                                              |               | 中山北路海霸王餐廳火警                     | 搶救中山北路海霸王餐廳火警殉職 |                                                                                |                      |
| 25   | 1991年11月5日         | 火警              | 台北市消防隊 消防隊員                     | 林德良                                              |               |                                            | 雲梯車於火場救生觸高壓電殉職 |                                                                                |                      |
| 24   | 1990年7月25日         | 火警 （車禍）     | 宜蘭縣消防隊 義消隊員                     | 林憲明                                              |               |                                            | 搶救火警途中消防車翻覆殉職 |                                                                                |                      |
| 23   | 1989年10月14日        | 意外事故 （車禍） | 台東縣消防隊 消防隊員                     | 李照明                                              |               |                                            | 救護出勤車輛爆胎翻車起火殉職 |                                                                                |                      |
| 22   | 1989年8月4日          | 火警              | 臺北市消防隊 義消幹事                     | 高龍雄                                              | 台北市 西門町 | 峨嵋街今日百貨公司火警                     | 搶救峨嵋街今日百貨公司火警殉職 | 高龍雄、高文龍兩人為兄弟                                                       | [ 35 ]               |
| 22   | 1989年8月4日          | 火警              | 臺北市消防隊 義消副小隊長                 | 高文龍                                              | 台北市 西門町 | 峨嵋街今日百貨公司火警                     | 搶救峨嵋街今日百貨公司火警殉職 | 高龍雄、高文龍兩人為兄弟                                                       | [ 35 ]               |
| 21   | 1988年10月26日        | 救難 （落水）     | 臺北縣政府消防局 新店分隊                 | 李合豐（29）                                        | 台北縣 新店市 | 協助因溪水暴漲受困岩石的母子脫困           | 李合豐先背著孩童游回岸上，再游向巨石協助婦人走上岸時突然出現漩渦，被山洪沖走。 |                                                                                |                      |
| 20   | 1988年10月10日        | 火警              | 台北市消防隊 消防隊員                     | 余光榆                                              |               |                                            | 搶救健康路文化城理容院火警殉職 |                                                                                |                      |
| 19   | 1988年7月5日          | 火警              | 臺南市政府消防局                          | 李萬生（36）                                        | 台南市        | 臺南市合作大樓火警                         | 於該建物二樓西北角被掉落的天花板擊倒，臥地昏迷不醒，經緊急送往省立臺南醫院急救後仍殉職。 |                                                                                |                      |
| 18   | 1983年6月25日         | 火警              | 臺中市政府消防局 義消分隊                 | 郭寬雄（42）                                        | 台中市 中區   | 中英大樓火警                               | 施救時因現場濃煙密佈，空氣瓶壓力不足，吸入過多二氧化碳不支倒地。 |                                                                                | [ 29 ]               |
| 17   | 1982年3月14日         | 火警              | 台北縣消防隊 消防隊員                     | 陳金枝                                              |               |                                            | 搶救高摟火警雲梯車觸高壓電殉職 |                                                                                |                      |
| 16   | 1981年9月12日         | 意外事故 （落水） | 嘉義市消防隊 義消分隊長                   | 林清求                                              |               |                                            | 蘭潭水庫防溺巡邏勤務翻舟殉職 |                                                                                |                      |
| 15   | 1980年11月1日         | 意外事故 （墜落） | 台北市消防隊 消防隊員                     | 鍾郡和                                              |               | 演習                                       | 演習勤務雲梯車繩索斷裂墜地殉職 |                                                                                |                      |
| 14   | 1978年10月12日        | 火警 （車禍）     | 台北市消防隊 消防團員                     | 王金來、 柯灶松                                     |               |                                            | 救災返隊途中消防車翻覆殉職 |                                                                                |                      |
| 13   | 1978年2月16日         | 火警 （車禍）     | 嘉義縣消防隊 義消隊員                     | 賴天化                                              |               |                                            | 搶救火警途中消防車車禍殉職 |                                                                                |                      |
| 12   | 1974年9月9日          | 火警 （車禍）     | 台北縣消防隊 消防分隊長                   | 楊良沐                                              |               | 墜落                                       | 救災演習結束返隊途中車禍殉職 |                                                                                |                      |
| 12   | 1974年9月9日          | 火警 （車禍）     | 台北縣消防隊 消防隊員                     | 陳秋雄 陳木森                                       |               | 墜落                                       | 救災演習結束返隊途中車禍殉職 |                                                                                |                      |
| 11   | 1974年1月6日          | 火警              | 台南市消防隊 消防隊員                     | 許滄顯                                              |               |                                            | 搶救高樓火警雲梯車觸高壓電殉職 |                                                                                |                      |
| 10   | 1969年9月29日         | 火警              | 台南市消防隊 義消隊員                     | 江俊慶                                              |               | 連發五金熔接廠火警                         | 搶救連發五金熔接廠火警殉職 |                                                                                |                      |
| 9    | 1967年11月26日        | 火警 （車禍）     | 雲林縣消防隊 義消分隊長                   | 張既成                                              |               |                                            | 搶救火警途中消防車翻覆殉職 |                                                                                |                      |
| 9    | 1967年11月26日        | 火警 （車禍）     | 雲林縣消防隊 義消隊員                     | 簡榮華 楊東榮                                       |               |                                            | 搶救火警途中消防車翻覆殉職 |                                                                                |                      |
| 8    | 1966年7月6日          | 火警              | 台北市消防隊 義消副分隊長                 | 潘則康                                              |               |                                            | 搶救工廠火警由消防車摔落殉職 |                                                                                |                      |
| 7    | 1966年1月19日         | 火警              | 台北市消防隊 消防小隊長                   | 曾光榮                                              |               | 台北市新生戲院火警                         | 搶救台北市新生戲院火警殉職 |                                                                                |                      |
| 6    | 1964年10月16日        | 意外事故 （墜落） | 台北市消防隊 消防隊員                     | 曾天明                                              |               | 墜落                                       | 救災演習於雲梯車上墜落殉職 |                                                                                |                      |
| 5    | 1962年4月23日         | 火警              | 台北市消防隊 義消隊員                     | 潘阿水                                              |               |                                            | 搶救台北市衡陽路建築火警殉職 |                                                                                |                      |
| 4    | 1961年4月5日          | 火警              | 高雄市消防隊 消防小隊長                   | 葉競生                                              |               | 光隆號油輪火警                             | 搶救光隆號油輪火警爆炸殉職 |                                                                                |                      |
| 4    | 1961年4月5日          | 火警              | 高雄市消防隊 消防隊員                     | 周石柱 陳柳華                                       |               | 光隆號油輪火警                             | 搶救光隆號油輪火警爆炸殉職 |                                                                                |                      |
| 4    | 1961年4月5日          | 火警              | 高雄港消防隊 消防隊員                     | 李宗風 王順清                                       |               | 光隆號油輪火警                             | 搶救光隆號油輪火警爆炸殉職 |                                                                                |                      |
| 4    | 1961年4月5日          | 火警              | 煉油廠消防隊 消防隊員                     | 楊義芳                                              |               | 光隆號油輪火警                             | 搶救光隆號油輪火警爆炸殉職 |                                                                                |                      |
| 3    | 1956年2月26日         | 火警 （車禍）     | 嘉義縣消防隊 義消隊員                     | 蕭拱南 蕭登輝                                       |               |                                            | 搶救火警途中消防車翻覆殉職 |                                                                                |                      |
| 2    | 1952年7月29日         | 火警              | 台中市消防隊 義消班長                     | 郭來旺                                              |               | 陸海空第三總院火警                         | 搶救陸海空第三總院火警殉職 |                                                                                |                      |
| 1    | 1952年7月8日          | 火警 （車禍）     | 台北縣消防隊 義消隊員                     | 蕭讚定 林有名                                       |               |                                            | 搶救火警途中消防車翻覆殉職 |                                                                                |                      |